# Cortixa
Cortixa là một chi bướm đêm thuộc họ Geometridae.